# Nicolae Tăut
Nicolae Tăut (n. 19 decembrie 1949) a fost un deputat român în legislatura 1990-1992, ales în județul Călărași pe listele partidului FSN. În cadrul activității sale parlamentare, Nicolae Tăut a fost membru în grupurilr parlamentare de prietenie cu Republica Chile, Republica Populară Chineză, Republica Franceză - Marea Adunare Națională, Mongolia și Republica Coreea. 